# Cameroon International
Die Cameroon International sind im Badminton offene internationale Meisterschaften von Kamerun. Sie wurden erstmals 2017 ausgetragen.

## Turniergewinner
| Saison    | Herreneinzel              | Dameneinzel             | Herrendoppel                                       | Damendoppel                                | Mixed                                         |
| --------- | ------------------------- | ----------------------- | -------------------------------------------------- | ------------------------------------------ | --------------------------------------------- |
| 2017      | Bahaedeen Ahmad Alshannik | Hana Hesham Mohamed     | Bahaedeen Ahmad Alshannik Mohd Naser Mansour Nayef | Laeticia Guefack Ghomsi Louise Lisane Mbas | Antoine Eddy Owona Ndimako Louise Lisane Mbas |
| 2018      | Adam Mendrek              | Hadia Hosny             | Mathias Pedersen Jonathan Persson                  | Hadia Hosny Doha Hany                      | Adham Hatem Elgamal Doha Hany                 |
| 2019      | Ade Resky Dwicahyo        | Soraya Aghaei Hajiagha  | Godwin Olofua Anuoluwapo Juwon Opeyori             | Hadia Hosny Doha Hany                      | Adham Hatem Elgamal Doha Hany                 |
| 2020 2021 | nicht ausgetragen         | nicht ausgetragen       | nicht ausgetragen                                  | nicht ausgetragen                          | nicht ausgetragen                             |
| 2022      | Sathish Kumar Karunakaran | Kasturi Radhakrishnan   | Christian Bernardo Alvin Morada                    | Srivedya Gurazada Poorvisha Ram            | Alvin Morada Alyssa Leonardo                  |
| 2023      | Markus Barth              | Keisha Fatimah Az Zahra | P. S. Ravikrishna Sankar Prasad Udayakumar         | Rutaparna Panda Swetaparna Panda           | Koceila Mammeri Tanina Violette Mammeri       |
| 2024      | nicht ausgetragen         | nicht ausgetragen       | nicht ausgetragen                                  | nicht ausgetragen                          | nicht ausgetragen                             |